# Fistball na World Games 2017
Turniej w fistballu podczas World Games 2017 we Wrocławiu rozgrywany był w dniach 22-25 lipca 2017 roku. Rywalizacja toczyła się w drużynach męskich. Turniej rozgrywany był na stadionie Olawka. 

## Uczestnicy
- Austria
- Argentyna
- Brazylia
- Chile
- Niemcy
- Szwajcaria

## Wyniki[1][2]

### Eliminacje
| Miejsce | Państwo    | Mecze     | Mecze   | Mecze     | Austria | Niemcy | Brazylia | Szwajcaria | Argentyna | Chile |
| Miejsce | Państwo    | Rozegrane | Wygrane | Przegrane | Austria | Niemcy | Brazylia | Szwajcaria | Argentyna | Chile |
| ------- | ---------- | --------- | ------- | --------- | ------- | ------ | -------- | ---------- | --------- | ----- |
| 1       | Austria    | 5         | 4       | 1         | –       | 3 : 1  | 3 : 1    | 1 : 3      | 3 : 0     | 3 : 2 |
| 2       | Niemcy     | 5         | 4       | 1         | 1 : 3   | –      | 3 : 1    | 3 : 2      | 3 : 0     | 3 : 0 |
| 3       | Brazylia   | 5         | 3       | 2         | 1 : 3   | 1 : 3  | –        | 3 : 2      | 3 : 1     | 3 : 2 |
| 4       | Szwajcaria | 5         | 3       | 2         | 3 : 1   | 2 : 3  | 2 : 3    | –          | 3 : 0     | 3 : 0 |
| 5       | Argentyna  | 5         | 1       | 4         | 0 : 3   | 0 : 3  | 1 : 3    | 0 : 3      | –         | 3 : 1 |
| 6       | Chile      | 5         | 0       | 5         | 2 : 3   | 0 : 3  | 2 : 3    | 0 : 3      | 1 : 3     | –     |

### Faza medalowa

#### Półfinały
Niemcy – Brazylia 3:0
Austria – Szwajcaria 0:3 

#### Mecz o 5. miejsce
Argentyna – Chile 0:3

#### Mecz o 3. miejsce
Austria – Brazylia 3:2 

#### Mecz o 1. miejsce
Niemcy – Szwajcaria 4:3

### Klasyfikacja medalowa
| Miejsce | Zespół     |
| ------- | ---------- |
| 1       | Niemcy     |
| 2       | Szwajcaria |
| 3       | Austria    |
| 4       | Brazylia   |
| 5       | Chile      |
| 6       | Argentyna  |

## Źródła
- Wyniki World Games 2017. theworldgames2017.com. [zarchiwizowane z tego adresu (2018-11-15)].